# 浅野長純
浅野 長純 （あさの ながずみ、宝永4年（1707年） - 宝暦4年7月13日（1754年8月30日））は、江戸時代中期の旗本。浅野長広の子。通称は政次郎、大学、長兵衛。
赤穂藩主・浅野長矩の弟・浅野長広の長男として生まれる。母は伊勢国菰野藩主土方雄豊の養女（雄豊の早世した嫡子土方豊高の娘）。
父は長矩の刃傷事件に連座して広島藩浅野本家にお預かりになっていたが、宝永7年（1710年）9月16日幕府に500石の旗本として出仕することが許された。
享保8年（1723年）2月9日、はじめて将軍徳川吉宗に御目見する。享保9年（1724年）7月19日に父の隠居で家督500石を相続する。延享2年（1745年）9月13日に小姓組番士に列したが、後に小普請役に落とされた。
宝暦4年（1754年）7月13日に死去した。享年48。赤穂浅野家の菩提寺である江戸高輪泉岳寺に葬られた。法名は伊園。妻は村上正方の娘。後妻は牧野忠列の娘。家督は子の長延が継いだ。